# Xavier Montanyà
Xavier Montanyà Atoche (Barcelona, 1961) es un periodista español que ha escrito varios libros de investigación y dirigido varios documentales.

## Biografía
Xavier Montanyà nació en Barcelona en 1961 y se convirtió en periodista y autor de documentales. Fue miembro del consejo asesor de la sección "Cultura/s" de La Vanguardia (2002-2013) y colaborador de VilaWeb y Sàpiens.
Su largometraje Memoria negra fue seleccionado en el Festival de Valladolid (2006). La película, expuesta en el Festival de Cine Africano de Córdoba y otros festivales, explora los problemas causados por la colonización española de  Guinea Ecuatorial. Su largometraje de 2009 Les Espions de Franco (Espías de Franco) documenta la actividad de los espías de Franco detrás de las líneas en la Guerra civil española. Muestra que la policía francesa estaba al tanto de la red pero hizo poco para detenerla. En su libro de 2011 L'or negre de la mort (El oro negro de los muertos) explora la situación en el Delta del Níger, donde las multinacionales extraen (y derraman) petróleo crudo. Discute la corrupción del gobierno, el impacto ecológico, la pobreza y la violencia que afecta a los habitantes.

## Filmografía
| Año  | Película                                                                                   | Rol                      |
| ---- | ------------------------------------------------------------------------------------------ | ------------------------ |
| 1996 | Granados y Delgado. Un crimen legal                                                        | Codirector y coguionista |
| 1999 | Winnipeg. Palabras de un exilio                                                            | Codirector y coguionista |
| 2000 | "Xirinacs: de l'amnistia a la independència" (Xirinacs: de la amnistía a la independencia" | Codirector y guionista   |
| 2002 | Sense llibertat (Sin libertad)                                                             | Codirector y guionista   |
| 2002 | "Nfumu Ngui, el goril·la blanc"                                                            | Director y guionista     |
| 2004 | Joan Peiró i la justicia de Franco (Joan Peiró y la justicia de Franco)                    | Director y guionista     |
| 2004 | "El Manifest Groc: un debat sobre la cultura catalana"                                     | Director y guionista     |
| 2006 | Memoria negra                                                                              | Director y coguionista   |
| 2009 | Espions de Franco (Espías de Franco)                                                       | Director y coguionista   |
| 2014 | CIE, presó administrativa" ("CIE, prisión administrativa")                                 | Co-director y guionista  |
| 2014 | Xavier Vinader, periodista. Contra la guerra bruta"                                        | Co-director y guionista  |
| 2016 | "Les lluites de Barcelona (1936-2016)                                                      | Codirector y guionista   |
| 2016 | Vols de deportació" ("Vuelos de deportación")                                              | Co-director y guionista  |